# غروبيليكوبف
غروبيليكوبف (بالإنجليزية: Grübelekopf)‏ هو أحد جبال سلسلة جبال الألب سامناون وجزء من القمة الأم Ochsebnekopf يقع في كانتون غراوبوندن، سويسرا وتيرول (ولاية)، النمسا. يبلغ ارتفاع الجبل حوالي 2894 متر، بينما يبلغ ارتفاع نتوء الجبل 19 متر.